# Epistylis
Epistylis es un género perteneciente al reino Protista y se distingue por incluir especies de microorganismos ectocomensales que se adhieren al tegumento de crustáceos, peces y tortugas mediante una estructura llamada cinetosoma que se encuentra en el extremo posterior del pedúnculo. Pero, a diferencia de los ectoparásitos, estas especies son inofensivas para su huésped pues se alimentan de los desechos circundantes en el medio y principalmente de bacterias. Sin embargo, en ambientes donde la concentración de compuestos orgánicos es alta, un crecimiento exagerado de Epistylis, puede favorecer la irritación o la aparición de úlceras en la piel del huésped y hacerlo más susceptible a una infección bacteriana. En peces, un crecimiento excesivo de Epistylis, en el peor de los casos, puede obstaculizar el flujo normal de agua a través de las branquias y provocar la muerte por asfixia.
Debido a lo anterior, en la acuariofilia y la acuicultura de crustáceos y peces se recomienda poner atención especial a un crecimiento excesivo de Epistylis. 

## Descripción
Epistylis es un género de protozoarios ciliados peritricos sésiles. Pueden vivir en solitario aunque es más común encontrarlos formando colonias. Las especies de este género tienen  cuerpos en forma de campana invertida y se encuentran montados encima de un pedúnculo ramificado no contráctil pues caracen de mionema (característica que los distingue de otros géneros de apariencia similar como Vorticella y Carchesium).
Otra característica que los identifica es que en su extremo apical presentan una región oral rodeada por un labio bien definido y una hilera ondulante única de cilios que en ocasiones puede trazar más de una vuelta por la circunferencia y formar una hélice ciliada. Este género puede confundirse con otros como Campanella y Heteropolaria pero en estos últimos la hélice de cilios sobre la región oral tiene un trazo específico de una vuelta y media o entre cuatro y seis vueltas respectivamente.
En Epistylis el tamaño del cuerpo de los zooides o individuos varía según la especie. No obstante, podemos tener una idea general de su dimensión al ubicar su longitud en un intervalo aproximado de 10 a 200 µm y su amplitud entre los 10 y los 80 µm. Las colonias pueden alcanzar un tamaño macroscópico de 2 mm de largo.

## Diagnóstico
En los peces, una infestación de Epistylis produce, como primer síntoma evidente, un pequeño punto blanco algodonoso que puede alcanzar un tamaño similar al de un grano de arroz. La infestación se puede propagar hasta cualquier parte del cuerpo pero lo más habitual es que se observe en las líneas laterales. Las zonas afectadas presentan irritación y ligeras secreciones de sangre. En los crustáceos se puede observar una película de suciedad blanca o marrón encima de su caparazón quitinoso o exoesqueleto. El diagnóstico que podemos realizar a simple vista se basa en percibir lo anterior, pero una identificación formal solo se logra con el uso del microscopio.

## Prevención
La mejor manera de prevenir cualquier infestación es asegurarse de adquirir solo animales sanos y libres de Epistylis y demás organismos parásitos. 
Otros requisitos adicionales para prevenir cualquier infestación y conservar la salud de los animales son los siguientes:
- Mantener la calidad del agua en condiciones óptimas.
- Retirar cualquier acumulación excesiva de compuestos orgánicos.
- Evitar la sobrepoblación del acuario o estanque.
- Proporcionar una nutrición adecuada.

En acuarios, como una medida enérgica, se puede instalar un filtro con tubos de luz ultravioleta de 28,000 microvatios (millonésimas (10-6) de vatio). Basta con que una cantidad de agua reciba cinco segundos de exposición a la luz para que esta destruya cualquier especie de Epistylis así como una larga lista de especies parásitas y de bacterias patógenas habituales en el acuario.

## Tratamiento
Para el tratamiento se recomienda: 
- Aplicar sal libre de yodo hasta formar una solución al 0.6% de concentración durante un máximo de 10 días. Durante ese tiempo se debe mantener al máximo la aireación, reducir el alimento en un 75% y retirar el carbón activado y la zeolita.[5]

- Aplicar una solución de formaldehído al 36%.[5]

La sal o una solución de 40% de formaldehído en agua son los dos compuestos químicos más efectivos para el tratamiento de Epistylis.